# Errouha
Errouha (franska: Errouha (CR), Errouha (Commune Rurale), arabiska: بوزروال) är en kommun i Marocko.   Den ligger i provinsen Zagora och regionen Drâa-Tafilalet, i den östra delen av landet, 400 km söder om huvudstaden Rabat. Antalet invånare är 9 488.